# كونراد شومان
كونراد شومان (بالألمانية: Conrad Schumann )‏ (و. 1942 – 1998 م) هو جندي من ألمانيا، وألمانيا الشرقية، وألمانيا الغربية، وألمانيا النازية، توفي عن عمر يناهز 56 عاماً، بسبب شنق.